# 状況
哲学において状況（じょうきょう、State of affairs, (ドイツ語: Sachverhalt)）とは、ある時間においてある個体に何らかの効果を与える環境的な条件のことである。
広義には環境的な条件に加え個体の内的条件を含むこともあるが狭義に環境ないしは場と同義とされる。なお、後者を指す場合は事態とも言う。

## サルトルと状況
サルトルは状況を世界の存在充実の中においての自由の偶然性と定義し重要な概念の一つに挙げ、即自の偶然性と対自の自由性の二つが組み合わさって成立する主観的でも客観的でもない現象とした。

## 参考資料
- 哲学事典(平凡社、ISBN 978-4-582-10001-3)

- Matthew Roberts (2006), A Historical Survey and Conceptual Account of States of Affairs, Ph.D. dissertation, University of Colorado at Boulder.
- Jesús Padilla Gálvez (2021), State of Affairs. Reconstructing the Controversy over Sachverhalt. Philosophia Verlag, München, 2021. (ISBN: 978-3-88405-131-3).